# Královské Poříčí
Královské Poříčí (in tedesco Königswerth) è un comune della Repubblica Ceca facente parte del distretto di Sokolov, nella regione di Karlovy Vary.